# Fonction de production de Leontief
La fonction de production de Leontief est une fonction utilisée en économie et en économétrie comme modèle de fonction de production. C'est un cas limite de la fonction CES (Constant Elasticity of Substitution) pour lequel les facteurs de production ne sont pas substituables.
La fonction est de la forme :
{\displaystyle q={\text{Min}}\left({\frac {z_{1}}{a}},{\frac {z_{2}}{b}},...\right)}
où q est la quantité produite, z1, z2  les quantités nécessaires de produit 1, produit2... et a, b des constantes fixées par la technologie.

## Exemple
La production de voiture requiert des roues, des phares et des volants (on ignore le reste pour l'exemple). Dans la formule ci-dessus où q représente la quantité de voitures produites, z1 est le nombre de roues utilisées, z2 est le nombre de phares, z3 est le nombre de volant qu'on suppose être respectivement 4, 2 et 1.
Nombre de voitures = Min{1/4 nombre de roues, 1/2 nombre de phares, 1, nombre de volants}